# Ayr United F.C.
Ayr United Football Club - jest szkockim klubem piłkarskim z siedzibą w Ayr. 

## Historia
Ayr United Football Club powstał w wyniku połączenia klubów Ayr Parkhouse F.C. i Ayr F.C. w 1910. W 1913 Ayr po raz pierwszy awansował do szkockiej ekstraklasy. Ayr występował w I lidze do 1925, najwyższe miejsce zajmując w 1916. Do I ligi Ayr powrócił w 1928 i występował w niej do 1936. W następnych latach klub kilka razy wracał do Division One, lecz szybko z niej spadał.
Na dobre klub powrócił do I ligi w 1969 i występował w niej do 1978. Od tamtej pory Ayr United występuje głównie w drugiej i trzeciej lidze. W 2002 Ayr osiągnął największy sukces w swojej historii w postaci finału Pucharu Ligi Szkockiej, w którym uległ Rangers F.C. 0-4.

## Sukcesy
- półfinał Pucharu Szkocji (3): 1973, 2000, 2002.
- finał Pucharu Ligi Szkockiej: 2002.
- mistrzostwo II ligi szkockiej (6): 1912, 1913, 1928, 1937, 1959, 1966.
- mistrzostwo III ligi szkockiej (2): 1988, 1997.
- Ayrshire Cup (26): 1912, 1926, 1929, 1933, 1936, 1938, 1939, 1950, 1958, 1959, 1961, 1965, 1969, 1970, 1971, 1975, 1976, 1977, 1978, 1980, 1986, 1988, 1989, 1991, 1995, 1997.

## Znani piłkarze w klubie
| - George Burley - Alex Ferguson - Steve Nicol - Alan McInally - Ally McLeod - Richie Williams - Henry Smith | - Alan Rough - John Hughes - Jens Martin Knudsen - Colin Miller - Niklas Nyhlén - Bruce Murray - Laurent D'Jaffo |

## Trenerzy
- Ally McLeod (1966-975, 1978, 1986-89)
- George Burley (1991-93)

## Sezony wScottish First Division
| Sezon   | Uzyskane Miejsce |
| ------- | ---------------- |
| 1913-14 | 10               |
| 1914-15 | 5                |
| 1915-16 | 4                |
| 1916-17 | 15               |
| 1917-18 | 18               |
| 1918-19 | 5                |
| 1919-20 | 10               |
| 1920-21 | 15               |
| 1921-22 | 14               |
| 1922-23 | 10               |
| 1923-24 | 14               |
| 1924-25 | 19 (spadek)      |
| 1928-29 | 16               |
| 1929-30 | 9                |
| 1930-31 | 18               |
| 1931-32 | 17               |
| 1932-33 | 16               |
| 1933-34 | 8                |
| 1934-35 | 18               |
| 1935-36 | 20 (spadek)      |
| 1956-57 | 18 (spadek)      |
| 1959-60 | 8                |
| 1960-61 | 18 (spadek)      |
| 1966-67 | 18 (spadek)      |
| 1969-70 | 14               |
| 1970-71 | 14               |
| 1971-72 | 12               |
| 1972-73 | 6                |
| 1973-74 | 7                |
| 1974-75 | 7                |
| 1975–76 | 6                |
| 1976-77 | 8                |
| 1977-78 | 9 (spadek)       |